# Бирвурст

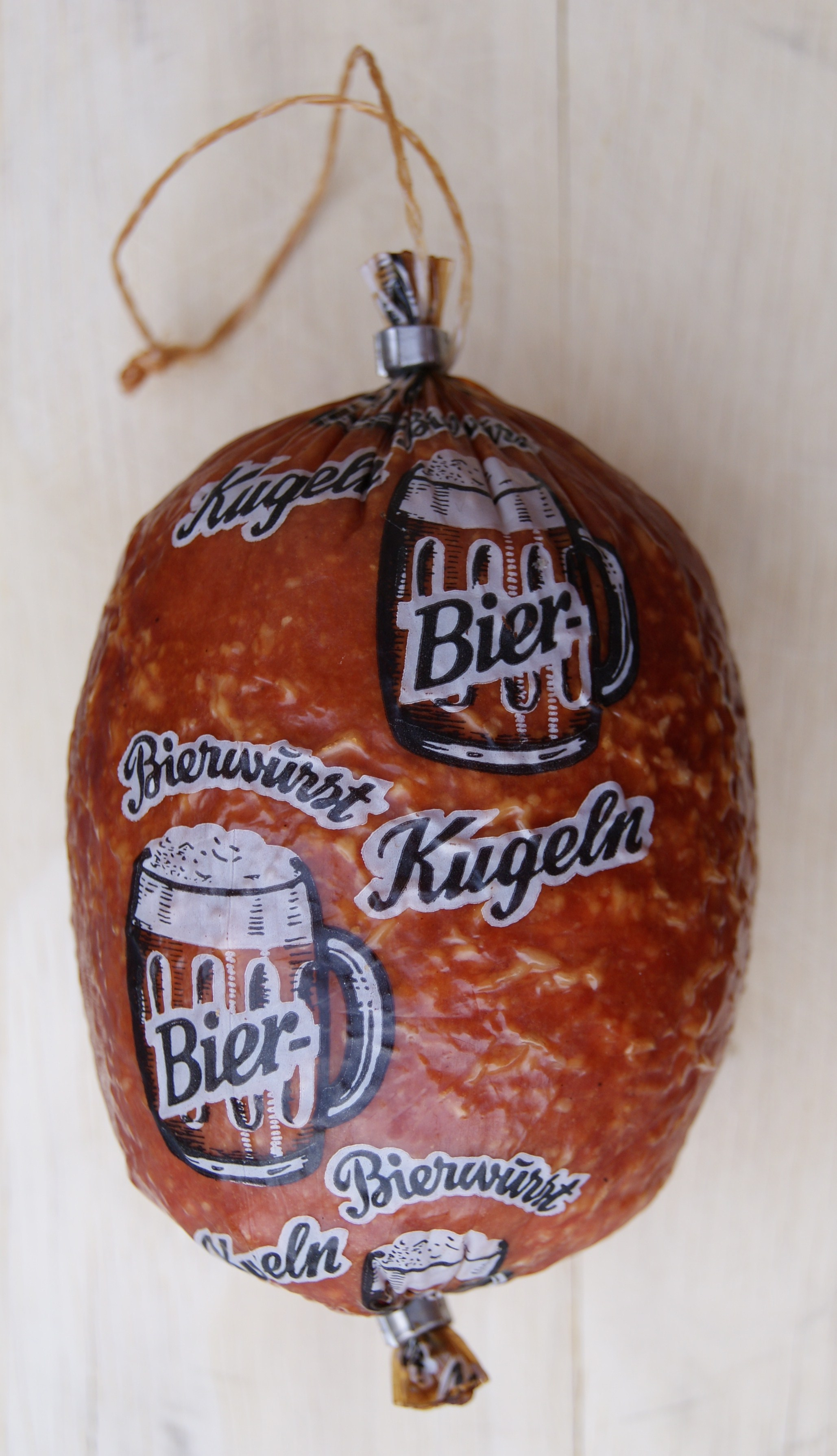
Бирвурст в типичной оболочке

Би́рвурст (нем. Bierwurst, дословно — «пивная колбаса») — немецкая варёная колбаса с крупными мясными включениями, обычно подаваемая к пиву. Другая типичная немецкая колбаса к пиву — биршинкен, «пивная ветчина». Обычно имеет небольшой размер сферической формы и формуется в натуральную колбасную оболочку, в частности из свиных мочевых пузырей.
Колбасный фарш для пивной колбасы готовят из говядины и свинины — мякоти, пашины и шпига. Из пряностей в стандартный рецепт бирвурста входят чёрный перец, душистый мускатник, кориандр, горчичное семя, чеснок и спирт. Измельчённое и выдержанное в нитритно-посолочной смеси мясо куттеруют со льдом до получения тонкоизмельчённого фарша. На мясорубке крупного обрабатывают мышечную ткань на включения, которые вместе со шпигом добавляют в основной фарш и измельчают до однородной массы. После формования шарообразные батончики подвергают варке в течение двух часов.
Существуют несколько региональных сортов бирвурста, например, «гёттингенский бирвурст» — варёная салями крупного измельчения, приправляемая ароматизированным ромом чесноком и тмином. В фарше баварского бирвурста нет горчичного семени, но взамен добавляется больше чеснока. В некоторых баварских рецептах бирвурст готовят с добавлением субпродукта — сердца.